# Asiodidea nikkoensis
Asiodidea nikkoensis är en tvåvingeart som först beskrevs av Matsumura 1916.  Asiodidea nikkoensis ingår i släktet Asiodidea och familjen blomflugor. Inga underarter finns listade i Catalogue of Life.